# آلوها ایر کارگو
آلوها ایر کارگو (به انگلیسی: Aloha Air Cargo) یک شرکت هواپیمایی با کد یاتا KH است که در ۲۶ ژوئیه ۱۹۴۶ میلادی تأسیس شده و در ۱۵ مه ۲۰۰۸ فعالیتش را آغاز کرده‌است. دفتر مرکزی آلوها ایر کارگو در هونولولو، هاوایی، ایالات متحده آمریکا واقع شده‌است و قطب این شرکت هواپیمایی در فرودگاه بین الملی هونولولو قرار دارد و به ۵ مقصد، پرواز انجام می‌دهد.